# Детлев Даммаєр
Детлев Даммаєр (нім. Detlev Dammeier, нар. 18 жовтня 1968, Штадтгаген) — німецький футболіст, що грав на позиції півзахисника. По завершенні ігрової кар'єри — тренер.

## Клубна кар'єра
Народився 18 жовтня 1968 року в місті Штадтгаген. Вихованець юнацьких команд футбольних клубів «Нордсель» та «Штадтгаген». У дорослому футболі дебютував 1986 року виступами за команду «Ганновер 96», в якій провів три сезони, взявши участь у 78 матчах чемпіонату, з них 47 — у Бундеслізі. Більшість часу, проведеного у складі «Ганновера», був основним гравцем команди.
З 1989 по 1992 рік грав за «Гамбург», але основним гравцем вищолігового клубу не був і 1992 року уклав контракт з клубом Другої Бундесліги  «Вольфсбургом», у складі якого провів наступні вісім років своєї кар'єри гравця і 1997 року допоміг команді вийти до вищого дивізіону, а до того, ще граючи у другому дивізіоні, сенсаційно дійшов з командою до фіналу Кубка Німеччини 1994/95. Граючи у складі «Вольфсбурга» також здебільшого виходив на поле в основному складі команди.
2000 року перейшов до клубу «Армінія» (Білефельд), за який відіграв 6 сезонів. Тренерським штабом нового клубу також розглядався як гравець «основи» і у 2002 та 2004 роках допомагав команді теж вийти до Бундесліги. Завершив професійну кар'єру футболіста виступами за «Армінію» у 2006 році, зігравши за кар'єру понад 500 ігор першої і другої Бундесліги.

## Виступи за збірну
У складі юнацької збірної Німеччини (U-16) став учасником юнацького чемпіонату світу 1985 року в Китаї, а з командою до 20 років зіграв на молодіжному чемпіонаті світу 1987 року в Чилі. На обох турнірах Даммаєр зіграв по 6 матчів і забив по голу, а сама збірна на обох турнірах ставала віцечемпіоном світу.
Протягом 1988—1989 років залучався до складу молодіжної збірної ФРН, з якою став чвертьфіналістом молодіжного чемпіонату Європи 1990 року. На молодіжному рівні зіграв у 8 офіційних матчах, забив 1 гол.

## Кар'єра тренера
По завершенні кар'єри гравця, 2006 року, залишився у структурі «Армінії» (Білефельд) і увійшов до тренерського штабу клубу, де пропрацював з 2006 по 2007 рік. З 10 листопада  2007 року і до кінця сезону Даммаєр тренував другу команду «Армінії», крім того, 10 грудня 2007 року, після звільнення Ернста Міддендорпа, він став тимчасовим головним тренером першої команди, якою керував лише в одному матчі проти «Штутгарта» (2:0); після гри Міхаеля Фронцека було представлено новим головним тренером, а Даммаєр повернувся до роботи з дублем.
20 березня 2008 року Даммаєр став спортивним директором «Армінії» і підписав контракт до кінця червня 2009 року. До кінця сезону він також обіймав посаду тренера другої команди. Під час зимової перерви сезону 2008/09 клуб оголосив, що контракт із Детлевом Даммаєром продовжено до 30 червня 2011 року. 11 березня 2010 року, після звільнення головного тренера Томаса Герстнера, Даммаєр вдруге був призначений в.о. головного тренера «Армінії», але вже після трьох матчів 30 березня був звільнений з обох посад.
З вересня 2011 року до літа 2013 року Даммаєр очолював команду Ландесліги «Штайнгаген», після чого влітку 2013 року увійшов до скаутської служби клубу «РБ Лейпциг», де він в основному відповідав за аналіз опонентів. 
17 лютого 2014 року «Пройсен Мюнстер» призначив Даммаєра спортивним директором свого клубу, але після суперечливого інтерв'ю Детлеву довелося звільнити цю посаду 31 березня . 
З 1 липня по 2 жовтня 2017 року нетривалий час Детлев очолював клуб «Люпо Мартіні Вольфсбург» з Оберліги Нижня Саксонія, а перед сезоном 2018/19 прийняв команду «Дельбрюкер» з Вестфаленліги.